# Malik Djamaluddin
Malik Djamaluddin est un producteur de cinéma, entrepreneur et homme politique indonésien né le 13 février 1917 à Padang et mort le 8 août 1970 à Munich.

## Biographie
Malik Djamaluddin est une personnalité indonésienne importante aussi bien comme producteur cinématographique, que politicien et entrepreneur. Il est le fondateur du studio Persari Film, basé à Jakarta. 
Il commence sa carrière dans une entreprise maritime hollandaise puis travaille pour une maison de commerce également hollandaise jusqu'à ce qu'il fonde sa propre entreprise. En 1942 il fait son entrée dans le monde des arts et de la culture en fondant une troupe de théâtre, Panca Warna. Afin de contribuer à l'indépendance de son pays il fait des tournées à travers l'Indonésie pour stimuler les esprits et le patriotisme. En 1951 il fonde et prend la charge de président de la société PT Persari (Perseroan Artis Indonesia), sur le modèle de la United Artists de Hollywood (États-Unis). La Persari possède un studio cinématographique complet à Jatinegara, un district de Jakarta Est. Aussi, Malik était président d'une compagnie électrique, la Prapatak, et d'une entreprise textile, la PT Cimalaka, à Sumedang (Java occidental).
Dans la sphère officielle, Malik a été président du Conseil National du Film indonésien (Dewan Film Nasional), a été politiquement affilié au parti Nahdatul Ulama et a été membre de l'Assemblée nationale (Dewan Perwakilan Rakyat - People's Representative Council).

## Famille
Malik a épousé Elly Joenara, d'origine marocaine, qui gère leur société PT. Remaja Ellynda Film. Une de leurs filles, Camelia Malik, est chanteuse de musique pop et dangdut (style pop indonésien) ainsi qu'actrice.

## Filmographie (producteur)
- 1952: Rodrigo de Villa
- 1953: Leilani
- 1953: Tabu (Tabou)
- 1955: Tarmina
- 1955: Lewat Djam Malam (Après minuit)
- (date inconnue): Ratu Asia (Reine asiatique)
- (date inconnue): Tauhid

## Honneurs
Le gouvernement indonésien a nommé Malik, ainsi que Usmar Ismail, comme ambassadeur du cinéma indonésien. 